# 10. století př. n. l.

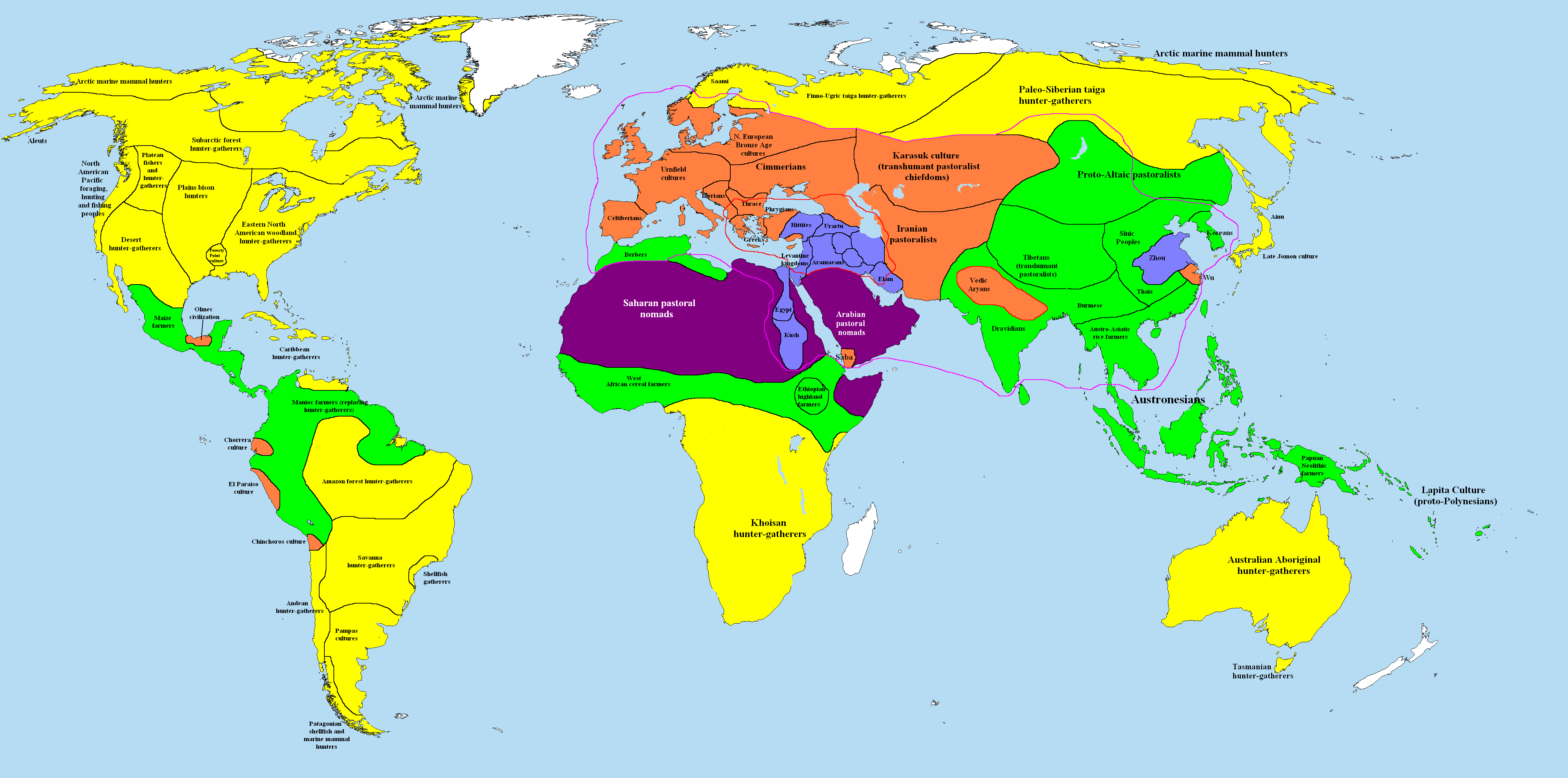
Mapa světa kolem roku 1000 př. n. l.
lovci a sběrači
kočovní pastevci
počínající zemědělci
náčelnictví
první státy
neobydleno
oblast zpracování železa
oblast zpracování bronzu

10. století př. n. l. začalo rokem 1000 př. n. l. a skončilo rokem 901 př. n. l.

## Přehled
Na Blízkém východě začala doba železná, v Řecku trvalo temné období. V Mezopotámii se formovala Novoasyrská říše. Ve Střední Evropě probíhala kultura popelnicových polí.

## Události
- kolem roku 990 př. n. l. – Izrael válčí s Amónci
- kolem roku 960 př. n. l. – král Šalamoun nechal vystavět Šalamounův chrám ve městě Jeruzalém na Chrámové hoře
- kolem roku 960 př. n. l. – Šešonk I. se stal prvním egyptským faraonem 22. dynastie
- kolem roku 930 př. n. l. – po Šalomounově smrti dochází k rozdělení jednotného Izraele na Izraelské království a Judské království

## Hlava státu
Izrael:
- David (asi 1000–970 př. n. l.)
- Šalomoun (asi 970–930 př. n. l.)

Izraelské království:
- Jarobeám I. (asi 930–910 př. n. l.)
- Nádab (kolem roku 910 či 901 910 př. n. l.)
- Baeša (asi 909 či 900–886 či 877 př. n. l.)

Judské království:
- Rechabeám (asi 930–914 př. n. l.)
- Abijáš (kolem roku 912 př. n. l.)
- Ása (asi 910–870 př. n. l.)

Egypt:
- Pasbachaenniut I. (1044/1043 – 994/993 př. n. l.)
- Amenemope (996/995 – 985/984 př. n. l.)
- Osorkon (985/984 – 979/978 př. n. l.)
- Siamon (979/978 – 960/959 př. n. l.)
- Pasbachaenniut II. (960/959 – 946/945 př. n. l.)
- Šešonk I. (946/945 – 925/924 př. n. l.)
- Osorkon I. (925/924 – cca 889 př. n. l.)

Asýrie
- Aššur-rabi II. (1012–972 př. n. l.)
- Aššur-réša-iši II. (971–967 př. n. l.)
- Tiglatpilesar II. (966–935 př. n. l.)
- Aššur-dán II. (934–912 př. n. l.)
- Adad-nirári II. (911–891 př. n. l.)

Babylonie:
- Ninurta-Kudurruš-Ušur (987–985 př. n. l.)
- Širikti-Šukamunu (985–984 př. n. l.)
- Mar-Bíti-Apla-Ušur (984–977 př. n. l.)
- Nabú-Mukin-Apli (977–942 př. n. l.)
- Ninurta-Kudurri-Ušur (942–941 př. n. l.)
- Mar Biti Ahhe Iddina (941 př. n. l.)
- Šamaš-Mudammiq (941–899 př. n. l.)

11. století př. n. l. – 10. století př. n. l. – 9. století př. n. l.